# Force India VJM04
Force India VJM04 — гоночний автомобіль з відкритими колесами команди Force India на чемпіонат 2011 Формули-1.

## Презентація
Команда вирішила обмежитися інтернет-презентацією нової машини: VJM04 була показана в режимі он-лайн 8 лютого 2011 року. Дебют боліда на трасі відбувся 10 лютого на трасі в Хересі.